# Страшила (страна Оз)

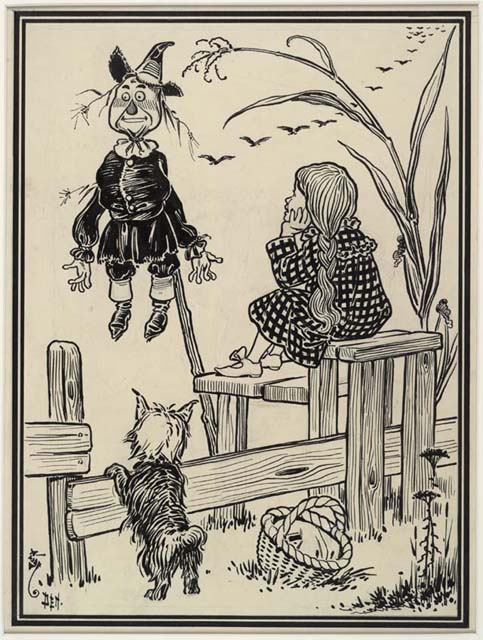

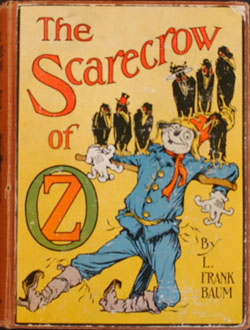

Страши́ла (англ. Scarecrow) — один из главных героев сказочного цикла о стране Оз Л. Ф. Баума. Соломенное чучело, мечтавшее получить мозги и ставшее впоследствии правителем Изумрудного города.

## Страшила в книгах Баума
Страшила — соломенное пугало, ожившее по волшебству и мечтающее получить мозги. После долгого, полного опасностей и приключений путешествия в компании друзей (девочки Дороти, Железного Дровосека, Трусливого Льва и пёсика Тотошки), Страшила добивается исполнения своей мечты: Волшебник Оз даёт Страшиле мозги и назначает его новым Королём Изумрудного города.
Однако правление Страшилы длится недолго. Вскоре его атакует недостойная и довольно истеричная девушка-генерал Джинджер, возглавляющая армию, состоящую целиком из девушек-женщин. Страшила вместе со своими новыми друзьями — мальчиком Типом, Тыквоголовым Джеком и Деревянным Конём — отправляется просить помощи у Железного Дровосека. Но и друзья обращаются к волшебнице Глинде, но она сообщает, что по праву трон Изумрудного города должен принадлежать не Страшиле и не Джинджер, а пропавшей девочке Озме, дочери короля Пастории, которого в прежние времена свергнул Волшебник Оз. Совместными усилиями друзьям удаётся восстановить справедливость: Джинджер повержена и Озма найдена — ею оказался сам Тип, которого злая колдунья Момби в далёком детстве превратила из девочки в мальчика. Глинда возвращает Озме её истинное обличье, а Страшила поселяется вместе со своим другом Железным Дровосеком.
Впрочем, далее Страшила не проявляет особой склонности к оседлому образу жизни. Несмотря на то, что на карте Страны Оз даже значится Башня Страшилы, чаще всего соломенного мудреца можно застать в Изумрудном городе при дворе Принцессы Озмы или же в каком-либо из очередных путешествий, которое время от времени предпринимает сама правительница или её друзья.
Так, например, Страшила едва не остался навеки во дворце могущественного Короля Гномов, который превратил в разноцветные игрушки-украшения сначала всё королевское семейство Страны Эв, лежащей по соседству с Оз, а затем и почти всю делегацию озовцев во главе с Озмой, которая решила прийти на выручку пленённым монархам из Эв. Страшилу коварный Король Гномов превратил в золотой поднос для писем и только смекалка Жёлтой курицы Биллины помогла вызволить всех пленников и пересилить чары Короля Гномов.
Позднее Страшила выполнял ответственное поручение Озмы в Джинксии, где ему удалось одолеть злого короля Груба и восстановить в королевских правах садовника Пона, оказавшегося сыном прежнего правителя. Также Страшила сопровождал Дровосека и Вута-Скитальца (в другом переводе — Бродягу Бута), когда Дровосек решил разыскать свою давнюю невесту Нимми Ами.
По характеру Страшила умён, обаятелен, находчив, поначалу немного стеснителен. Страшила Баума любит пофилософствовать на разные темы. Он практически никогда не унывает и в любых неприятностях умеет находить положительную сторону.
Образы Страшилы, Железного Дровосека, Льва и др. заимствованы также Александром Волковым в его серии книг о Волшебной стране и Сергеем Сухиновым.

## Литературная критика
Литературовед М. Петровский, анализируя «кэрролловские» мотивы в «Волшебнике страны Оз» Баума, проводит параллель между Страшилой и Чеширским котом, отмечая склонность обоих к глубокомыслию и приводя их перекликающиеся философские рассуждения о дороге.